# Internazionali di Tennis Città di Todi 2020
Gli Internazionali di Tennis Città di Todi 2020 sono un torneo maschile di tennis giocato sulla terra rossa. È la 12ª edizione del torneo, che fa parte della categoria Challenger nell'ambito dell'ATP Challenger Tour 2020. Si giocano al Tennis Club Todi 1971 di Todi in Italia, dal 15 al 22 agosto 2020. È il primo torneo dopo la sospensione del tour a causa della pandemia di COVID-19.

## Partecipanti

### Teste di serie
| Nazionalità | Giocatore               | Ranking* | Testa di serie |
| ----------- | ----------------------- | -------- | -------------- |
| Spagna      | Roberto Carballés Baena | 99       | 1              |
| Italia      | Marco Cecchinato        | 113      | 2              |
| Italia      | Federico Gaio           | 130      | 3              |
| Germania    | Cedrik-Marcel Stebe     | 133      | 4              |
| Argentina   | Facundo Bagnis          | 134      | 5              |
| Francia     | Antoine Hoang           | 136      | 6              |
| Germania    | Yannick Hanfmann        | 143      | 7              |
| Italia      | Lorenzo Giustino        | 153      | 8              |

* Ranking al 16 marzo 2020.

### Altri partecipanti
I seguenti giocatori hanno ricevuto una wild card per il tabellone principale:
- Francesco Forti
- Lorenzo Musetti
- Giulio Zeppieri

I seguenti giocatori sono passati dalle qualificazioni:
- Carlos Alcaraz Garfia
- Andrea Arnaboldi
- Viktor Galović
- Andrea Vavassori

## Punti e montepremi
| Torneo    | Torneo              | V     | F     | SF    | QF  | 2T  | 1T  | Q | Q3 | Q2 | Q1 |
| Singolare | Punti               | 100   | 60    | 35    | 18  | 8   | 0   | 5 | 0  | 1  | 0  |
| Singolare | Premi in denaro (€) | 4 400 | 2 640 | 1 550 | 900 | 530 | 320 | – | –  | –  | –  |
| Doppio    | Punti               | 100   | 60    | 35    | 18  | –   | 0   | – | –  | –  | –  |
| Doppio    | Premi in denaro (€) | 1 700 | 1 000 | 600   | 350 | –   | 200 | – | –  | –  | –  |

## Campioni

### Singolare
In finale  Yannick Hanfmann ha sconfitto  Bernabé Zapata Miralles con il punteggio di 6–3, 6–3.

### Doppio
In finale  Ariel Behar /  Andrej Golubev hanno sconfitto  Elliot Benchetrit /  Hugo Gaston con il punteggio di 6–4, 6–2.